# ایرنه اپله
ایرنه اپله وایگل (به آلمانی: Irene Epple-Waigel)
(متولد ۱۸ ژوئن ۱۹۵۷) یک قهرمان سابق اسکی آلپاین از کشور آلمان است. او در مجموع برنده ۱۱ مسابقه جام جهانی اسکی آلپاین و دو جام جهانی اسکی مارپیچ بزرگ و اسکی سوپر ترکیبی بوده است. همچنین او موفق به کسب مدال نقره بازی‌های المپیک زمستانی ۱۹۸۰ شد.
او در سال ۱۹۹۲ تحصیلات خود در رشته پزشکی را به پایان رساند و در نوامبر سال ۱۹۹۴ با تئو وایگل وزیر دارایی آلمان در آن زمان ازدواج کرد. عنوان ورزشکار زن سال آلمان در سال ۱۹۸۰ به او داده شد. او خواهر ماریا اپله قهرمان زنان جهان در رشته اسکی مارپیچ بزرگ در سال ۱۹۷۸ است.

## پیروزی‌های جام جهانی
| تاریخ          | مکان              | مسابقه           |
| -------------- | ----------------- | ---------------- |
| ۱۲ مارس ۱۹۸۰   | Saalbach          | اسکی مارپیچ بزرگ |
| ۳ دسامبر ۱۹۸۰  | Val d'Isère       | اسکی مارپیچ بزرگ |
| ۶ دسامبر ۱۹۸۱  | Val d'Isère       | اسکی مارپیچ بزرگ |
| ۱۰ دسامبر ۱۹۸۱ | Pila              | اسکی مارپیچ بزرگ |
| ۱۸ دسامبر ۱۹۸۱ | Piancavallo       | اسکی سوپر ترکیبی |
| ۸ ژانویه ۱۹۸۲  | Pfronten          | اسکی مارپیچ بزرگ |
| ۱۴ ژانویه ۱۹۸۲ | Pfronten          | اسکی سوپر ترکیبی |
| ۴ مارس ۱۹۸۲    | Waterville Valley | اسکی مارپیچ بزرگ |
| ۹ ژانویه ۱۹۸۳  | Verbier           | اسکی مارپیچ سرعت |
| ۷ دسامبر ۱۹۸۳  | Val d'Isère       | اسکی سرعت        |
| ۱۱ دسامبر ۱۹۸۳ | Val d'Isère       | اسکی سوپر ترکیبی |